# Dobrovolná sportovní organizace
Dobrovolná sportovní organizace (zkratka DSO, v dobovém pravopisu Dobrovolná sportovní organisace), na Slovensku Dobrovoľná športová organizácia (zkratka DŠO), bylo označení pro sportovní klub (tělovýchovnou jednotu) používané v Československu od roku 1953.

## Sjednocená tělovýchova
Po únoru 1948 došlo ke sjednocení tělovýchovy, v jehož důsledku musely všechny dosavadní tělovýchovné spolky s veškerým majetkem vstoupit do Sokola. Byl také oficiálně zakázán profesionální sport, až na několik výjimek jako dostihy. Po sovětském vzoru byl v roce 1948 založen a ihned instalován do nejvyšší soutěže Armádní tělovýchovný klub (ATK) Praha, který se později přejmenoval na Ústřední dům armády (ÚDA) Praha.
Tato nová organizační základna se opírá o dvě stěžejní myšlenky, a to:
1. zavést jednotné státní řízení a kontrolu tělesné výchovy a sportu prostřednictvím Státního výboru pro tělesnou výchovu a sport a
2. vytvořit novou organizační strukturu pro provádění tělesné výchovy a sportu podle pracovních úseků

Dne 12. prosince 1952 přijalo Národní shromáždění republiky Československé usneslo na „zákoně č. 71 Sb. O organizaci tělesné výchovy a sportu“, podle něhož byl zřízen Státní výbor pro tělesnou výchovu a sport (SVTVS) jako nástroj centrálního řízení veškerých sportovních aktivit v zemi. Dobrovolná tělesná výchova byla podle znění tohoto zákona důsledně prováděna podle pracovního oboru. Vedením podle pracovních úseků bylo pověřeno 6 rezortů: 
- Ústřední rada odborů a její svazové výbory,
- Ministerstvo školství, věd a umění,
- Ministerstvo pracovních sil,
- Sokol,
- Ministerstvo národní obrany a
- Ministerstvo vnitra.[1]

Tělesná výchova a sport se v Československé republice staly neodlučitelnou součástí socialistické výchovy. Jejím hlavním úkolem bylo: „upevňovat zdraví a zvyšovat tělesnou i brannou zdatnost pracujících měst i venkova, především mládeže a jako pojítko nejširších mas obyvatel být prostředkem k pěstování činorodé lásky k vlasti a statečného odhodlání k její obraně“.
Vlastní provádění dobrovolné tělesné výchovy a sportu příslušelo tělovýchovným a sportovním organizacím (DSO), které se vytvářely při odborových svazech pro členy ROH a příslušníky jejich rodin; na učilištích státních pracovních záloh (zkratka PZ) pro žáky učilišť a zaměstnance na úseku ministerstva pracovních sil; v Sokole pro pracující na vesnicích, kde nebyly odborářské tělovýchovné jednoty; na školách národních, středních, pedagogických, průmyslových, hospodářských a zdravotnických pro školní mládež. 
V roce 1952, v rámci další tělovýchovné reorganizace, vzniklo při odborových svazech celkem 9 resortních Dobrovolných sportovních organizací (DSO; na Slovensku DŠO):
- Baník – hornictví,
- Spartak – strojírenství,
- Tatran – lesnictví, dřevoprůmysl, papírenský průmysl a stavebnictví,
- Jiskra – textilní, chemický a sklářský průmysl (na Slovensku Iskra),
- Dynamo – energetika, spoje, STS a státní statky,
- Slavoj – potravinářství, místní hospodářství, státní obchod a výkup,
- Slovan – veřejná správa, tiskárenství a peněžnictví,
- Lokomotiva – železnice (na Slovensku Lokomotíva),
- Slavia – vysoké školy (na Slovensku Slávia).

Ke konci roku 1954 se na území Československa nacházelo 13 390 tělovýchovných jednot (z toho v českých krajích 9 724, na Slovensku 3 666):
- DSO ROH celkem 3 425, z toho české kraje 2 619, Slovensko 806,
- DSO PZ celkem 276, z toho české kraje 218, Slovensko 58,
- DSO Sokol celkem 4 705, z toho české kraje 3 194, Slovensko 1 511,
- Školy celkem 4 984, z toho české kraje 3 693, Slovensko 1 291.

V roce 1952 se v rámci tělovýchovné reorganizace organizovala zvlášť tělesná výchova v oboru ministerstva národní obrany a ministerstva vnitra. Po vzoru sovětského Dynama či polské Gwardie měly tělovýchovné jednoty v oboru ministerstva vnitra název DSO Rudá hvězda (na Slovensku DŠO Červená hviezda; pro příslušníky SNB a Pohraniční stráže) a v oboru ministerstva národní obrany Dům armády (Ústřední dům armády ÚDA), Posádkový dům armády PDA a Dům armády DA), později DSO Dukla (zaměstnanci armády a vojenské správy). Nejlepší sportovci z řad příslušníků a civilních zaměstnanců bezpečnostních sborů byli soustředěni v Ústředních domech Rudých hvězd (ÚDRH), které v roce 1953 vznikly v Praze, Brně a Bratislavě.
| DSO                                                                | Tělovýchova a sport, oblast působení                      | Vedení                                     |
| ------------------------------------------------------------------ | --------------------------------------------------------- | ------------------------------------------ |
| Baník, Spartak, Tatran, Jiskra, Dynamo, Slavoj, Slovan, Lokomotiva | DSO členů ROH a jejich rodin                              | Ústřední rada odborů a její svazové výbory |
| Slavia                                                             | DSO na VŠ                                                 | Ministerstvo školství, věd a umění         |
| Pracovní zálohy                                                    | DSO na učilištích                                         | Ministerstvo pracovních sil                |
| Sokol                                                              | DSO na vesnicích (malých městech) bez odborářských jednot | Sokol                                      |
| Rudá hvězda                                                        | DSO členů SNB a PS                                        | Ministerstvo národní bezpečnosti           |
| ATK (později ÚDA – Dukla)                                          | DSO členů armády a zaměstnanců Vojenské správy            | Ministerstvo národní obrany                |

Všechny tyto složky měly své vlastní ústředí, krajské a okresní orgány. Hlavním úkolem výborů pro tělesnou výchovu a sport byla organizace a kontrola veškeré tělovýchovné a sportovní činnosti v krajích, na okresech (až na tělesnou výchovu a sport příslušníků ozbrojených sborů) a spolupráce s příslušnými složkami ROH, Československého svazu mládeže, Sokola a ostatních dobrovolných organizací, škol, státních pracovních záloh, Svazu pro spolupráci s armádou, atd.
Systém DSO se odrazil také na podobě ligových soutěží. Podle rozhodnutí z nejvyšších míst byly do nejvyšší fotbalové soutěže Přebor československé republiky 1953 nasazeny týmy tak, aby každá DSO měla svého zástupce, bez ohledu na výsledky minulého ročníku. Pro studenty z celé republiky byl založen a do I. ligy instalován klub DŠO Slávia Bratislava.
Komplikovaný a nepřirozený systém se neosvědčil. V roce 1955 bylo z 9 DSO ROH vytvořena pouze jedna Tělovýchovná sportovní organizace (TSO), od roku 1956 sloučeny DSO PZ pod krajské výbory Tělovýchovné sportovní organizace pracovních záloh (TSO PZ) a v březnu 1957 byl vytvořen Československý svaz tělesné výchovy a sportu jako řídící sportovní orgán. Kluby působící v jeho rámci se jmenovaly TJ (Tělovýchovná jednota, na Slovensku Telovýchovná jednota). Nesly však nadále název původní DSO, teprve v době politického uvolnění v šedesátých letech se některé oddíly vrátily k tradičním prvorepublikovým názvům (z Dynama Praha se stala SK Slavia Praha) nebo přijaly název patronátního podniku (Škoda Plzeň místo Spartak ZVIL Plzeň). V některých městech došlo ke spojení malých DSO do jednotného týmu (TJ Gottwaldov). Řada klubů si však název z dob DSO ponechala i po pádu komunistického režimu, některé se k němu kvůli oblibě u fanoušků dokonce vrátily po letech působení pod jiným jménem (SK Dynamo České Budějovice).